# Qimonda

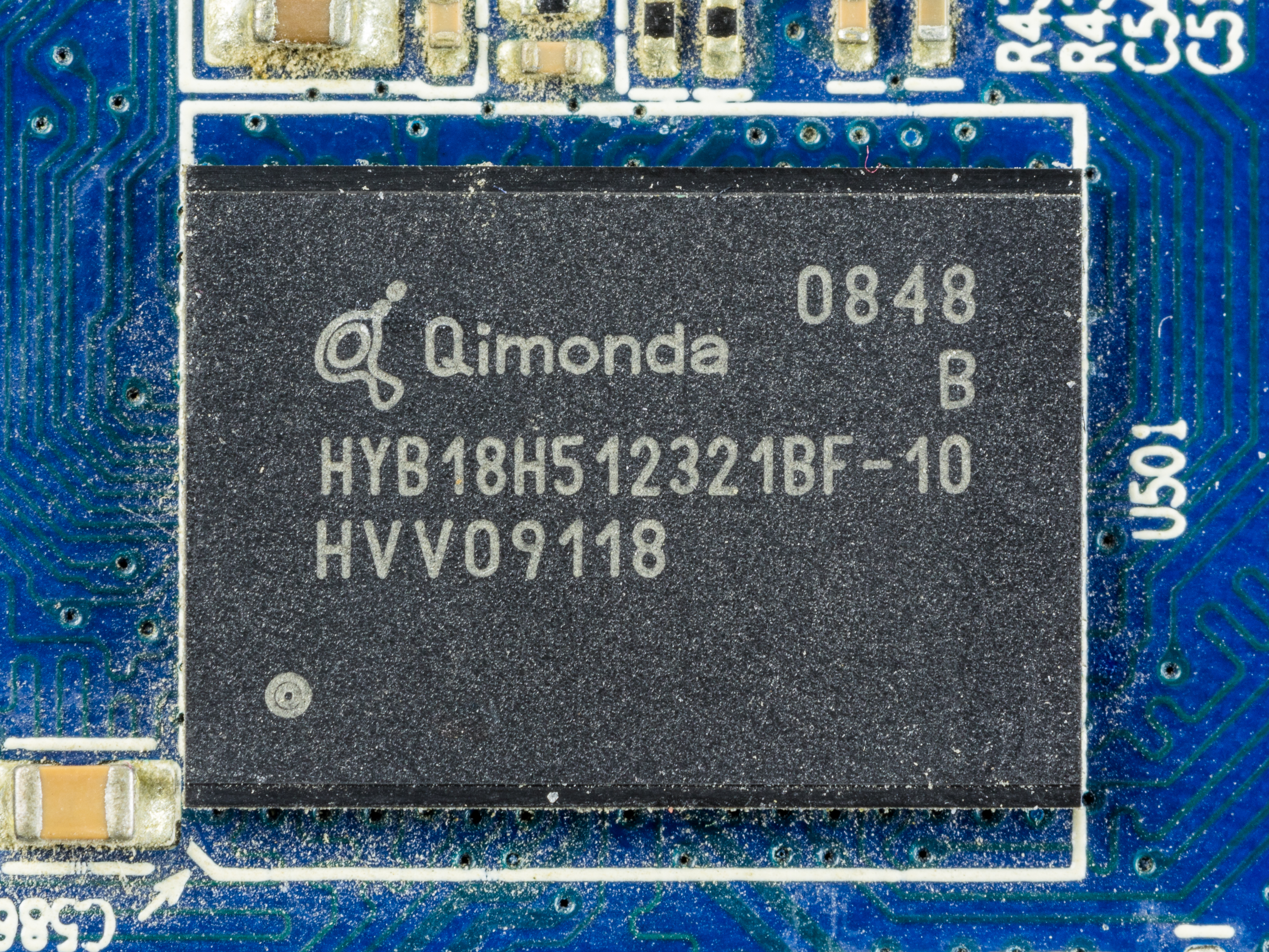
Qimonda chip

Qimonda AG was een Duitse computerchipmaker ontstaan op 1 mei 2006 door afsplitsing van Infineon Technologies AG. Het hoofdkantoor was gevestigd in München.

## Geschiedenis
Op 1 mei 2006 werd het bedrijfsonderdeel voor computergeheugen van Infineon verzelfstandigd onder de naam Qimonda. Infineon bleef aandeelhouder met een belang van 77,5%. Qimonda was bij de verzelfstandiging de vierde producent van DRAM ter wereld met een omzet van € 2,8 miljard in 2005.
In december 2008 kreeg het bedrijf een noodkrediet van 325 miljoen euro. In januari 2009 vroeg het bedrijf zijn faillissement aan. Er werkten eind 2008 wereldwijd ongeveer 11.000 werknemers bij Qimonda.